# Tartessos

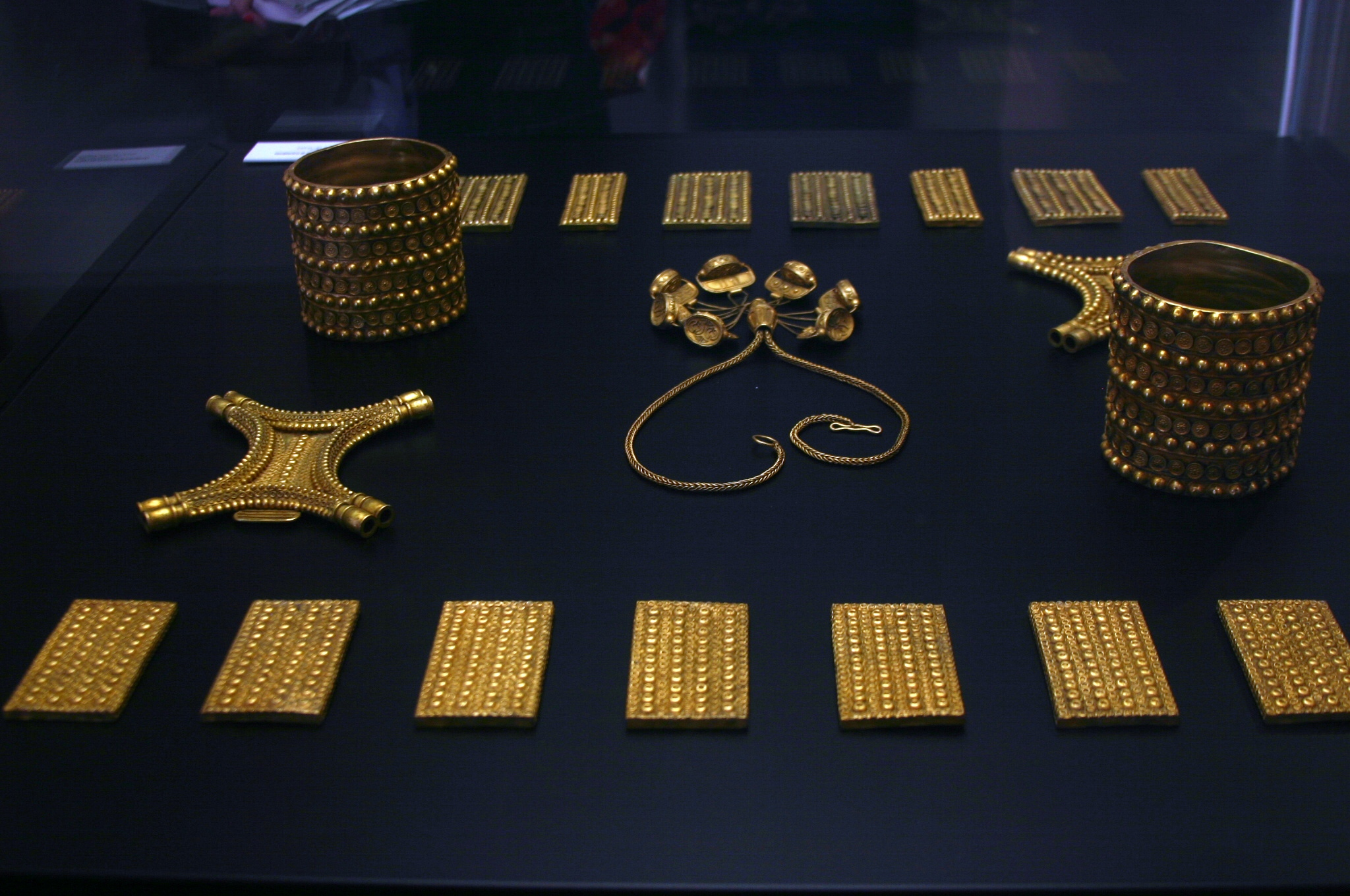
Goldschatz von El Carambolo
(um 800–600 v. Chr.)

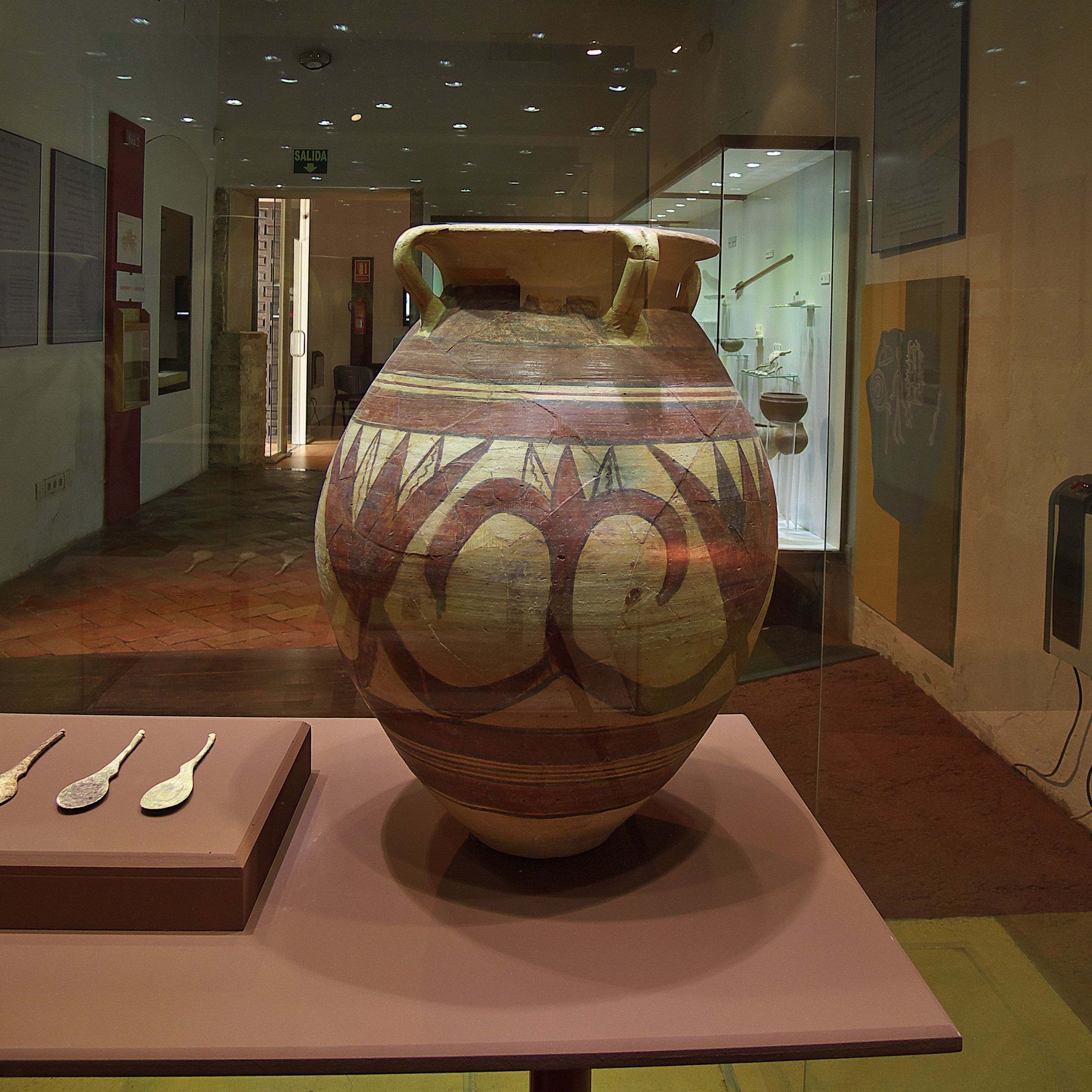
Keramik aus der tartessianischen Epoche (um 850–550 v. Chr.)

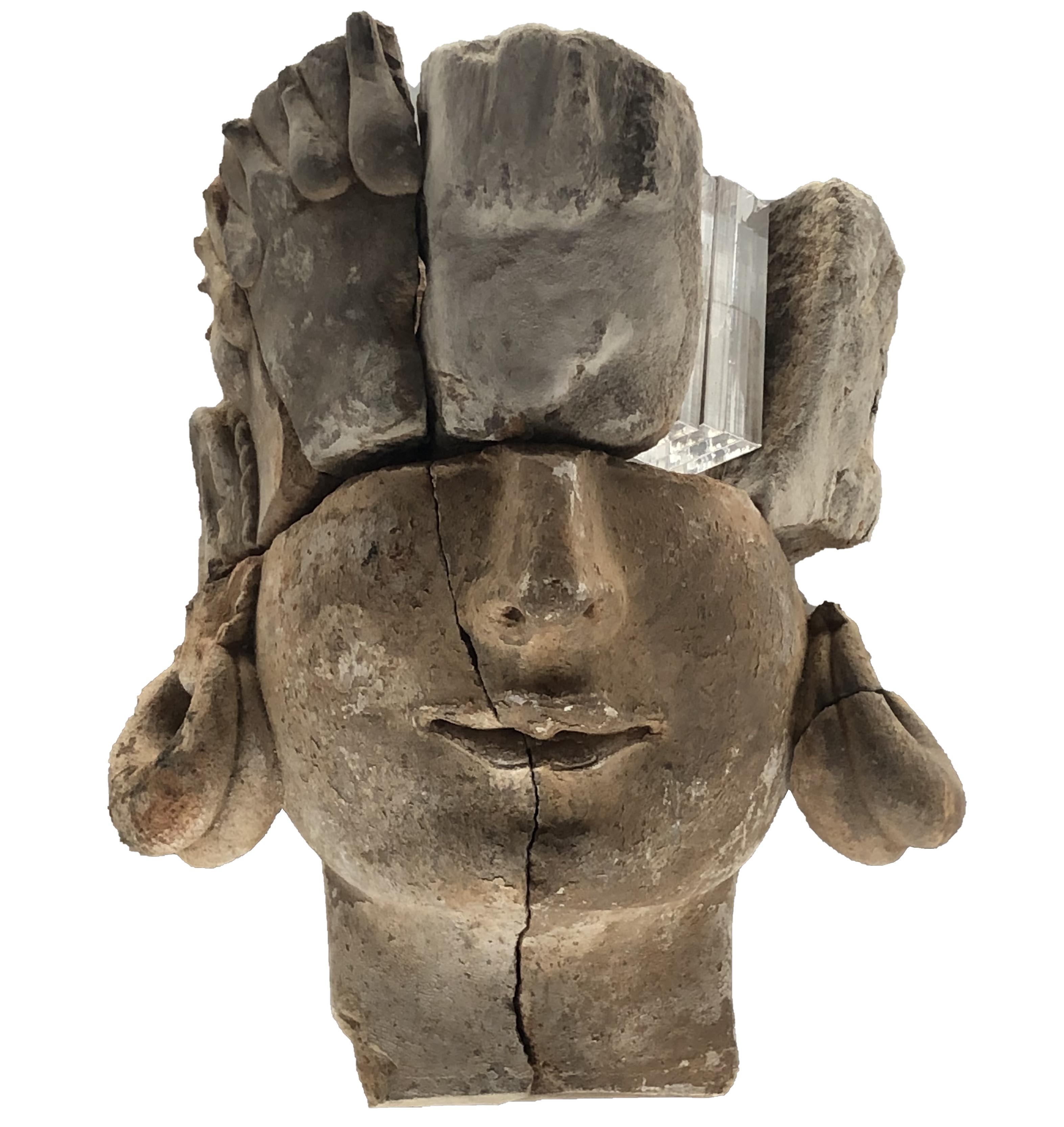
Rostro del Turuñuelo

Tartessos (griechisch Ταρτησσός (f. sg.)) war nach antiker Überlieferung ein Königreich bzw. eine Hafenstadt auf der Iberischen Halbinsel, an der Mündung des Guadalquivir westlich der Straße von Gibraltar.

## Überlieferung
Die Stadt war in der Antike für ihren sagenhaften Metallreichtum bekannt. Der Reichtum an Silber machte Tartessos zu einem Eldorado des Altertums. Der sagenhafte König Arganthonios soll den von den Persern bedrohten Phokaiern, neue Mauern für ihre Heimatstadt geschenkt haben, berichtet Herodot. Es gibt Theorien, die Tartessos mit Scheria, dem sagenhaften reichen Land der Phaiaken aus Homers Odyssee, verbinden. Auch eine Gleichsetzung mit dem von Platon beschriebenen Atlantis ist – zumeist von populärwissenschaftlicher Seite – erwogen worden. Außerdem wird angenommen, dass der an mehreren Stellen des Alten Testaments erwähnte Ort Tarschisch (hebräisch תַּרְשִׁישׁ) mit Tartessos identisch ist.

## Lage
Von den antiken Autoren wurde Tartessos nicht oder nur ungefähr verortet. In der modernen Geschichtsschreibung wird die endbronzezeitliche und früheisenzeitliche Kultur Südspaniens, zwischen dem Fluss Guadiana im Westen und Cabo de la Nao im Osten und der Sierra Morena im Norden, als tartessisch bezeichnet. Das Kerngebiet lag im unteren Guadalquivir-Tal. Die Entwicklung der Kultur ist von ostmediterranem Einfluss – dem Handel mit Phöniziern, hauptsächlich aus Tyros, der ab dem 9. Jahrhundert v. Chr. nachweisbar ist – geprägt. Urbane Züge, d. h. strukturierte und befestigte Siedlungen, zeigten sich im 8. Jahrhundert. Im 6. bzw. frühen 5. Jahrhundert v. Chr. bricht die Kultur ab, möglicherweise wurde sie von den Karthagern zerstört, die nach der Annexion des phönizischen Mutterlandes durch die Perser 539 v. Chr. die phönizische Kolonie Gadir (heute Cádiz) auf den drei Inseln vor der Guadalete-Mündung übernommen hatten. Einige Quellen berichten, dass Gadir 1103 v. Chr. von Sidoniern gegründet wurde.
Der deutsche Archäologe Adolf Schulten suchte 1924 nach Tartessos, fand dabei aber die Ruinen einer eigenständigen Vorgängerkultur aus dem 26. bis 13. Jahrhundert v. Chr.
Nach Durchsicht der vorherigen Ergebnisse verortete José María Luzón Nogué als Erster Tartessos beim heutigen Huelva (an der Mündung des Odiel/Río Tinto).  Mit dem Fund eines Goldschatzes bei El Carambolo im September 1958 (drei Kilometer westlich von Sevilla) sowie bei La Joya, Huelva, verlagerte sich die archäologische und philologische Spurensuche zur tartessischen Kultur in das früheisenzeitliche westliche Andalusien, in die Extremadura und ins südliche Portugal von der Algarve bis zum Vinalopó-Fluss von Alicante. Bei Ausgrabungen im Zentrum von Huelva wurden reich bemalte Scherben mit griechischen Motiven gefunden, die der ersten Hälfte des 6. Jahrhunderts entstammen. Die großen Mengen an importierten kunsthandwerklichen Gütern deuten darauf hin, dass das heutige Huelva ein bedeutendes tartessisches Zentrum war. Bei Medellín, am Río Guadiana, wurde eine bedeutende Nekropole (Casas del Turuñuelo) entdeckt, die 2023 größtenteils ausgegraben wurde.